# Landschaftliches Haus (Braunschweig)

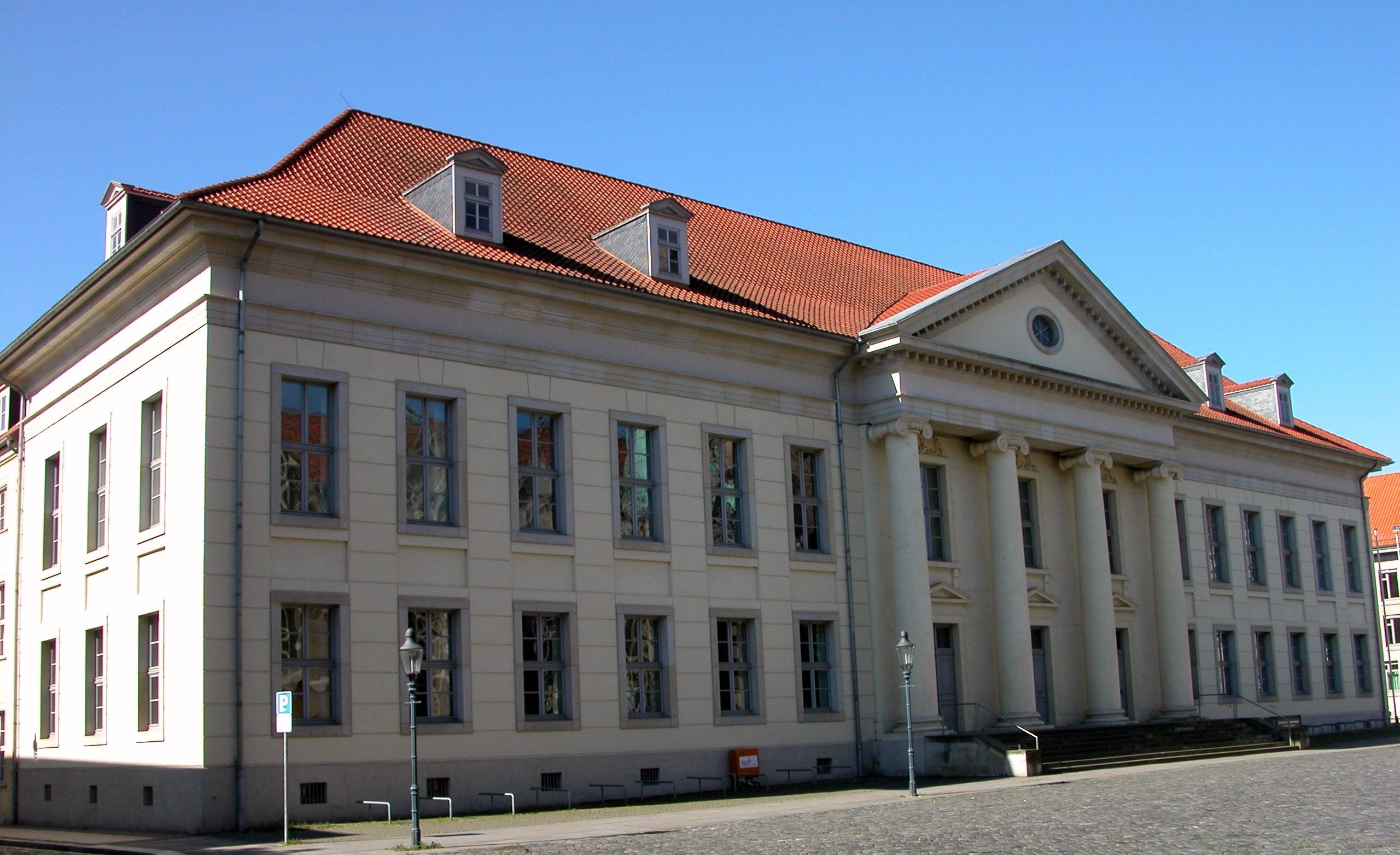
Landschaftliches Haus, 2005

Das Landschaftliche Haus in Braunschweig ist ein klassizistisches Gebäude aus dem 18. Jahrhundert in der Innenstadt am Platz „An der Martinikirche“. Es war einst das Parlamentsgebäude des Herzogtums Braunschweig und ab 1918 des Freistaates Braunschweig. Das im Zweiten Weltkrieg zerstörte Gebäude stand lange als Ruine in einem Brachfeld, bis in den 1980er Jahren auf dem Grundstück Bauarbeiten begannen. Das Bauwerk wurde nur teilweise wiederaufgebaut und in einen neuen Baukomplex einbezogen und ist heute Sitz eines Gerichts.

## Geschichte
Herzog Karl Wilhelm Ferdinand holte 1782 den Architekten Christian Gottlob Langwagen nach Braunschweig, der 1794/99 das Landschaftliche Haus im spätbarock-frühklassizistischen Stil errichtete. Hier wurden bis 1918 150 Jahre lang politische Beschlüsse für das Herzogtum und bis zur Zerstörung 1944 für den Freistaat Braunschweig gefasst. Hier tagte das Braunschweigische Ständeparlament. Im ersten Obergeschoss befand sich der Sitzungssaal.
Im Zweiten Weltkrieg wurde das Gebäude beim Bombenangriff auf Braunschweig am 15. Oktober 1944 zerstört, die Außenmauern blieben stehen. Das zerstörte Bauwerk blieb für Jahre unverändert als Ruine stehen. Erst in den 1980er Jahren sollte das komplette Gebiet zwischen Eiermarkt im Osten und Güldenstraße im Westen revitalisiert werden. Vor Baubeginn fanden auf einer Fläche von 16.000 m² umfangreiche archäologische Grabungen statt, die Ergebnisse zur Geschichte der mittelalterlichen Stadt lieferten. Danach begann der späte Wiederaufbau dieses Stadtbereichs, mit einer besonders behutsamen Stadtplanung. Zwischen der neuen postmodernen Bebauung wurden die Straßen und Plätze in ihrer ursprünglichen Form wiederhergestellt und die wenigen noch erhaltenen Vorkriegsbauten wieder hergerichtet, unter Einsatz von Pflastersteinen und Straßenlaternen nach historischem Vorbild.
Es entstand ein neuer Baukomplex, in den das Landschaftliche Haus einbezogen wurde. Es wurde nur zu Teilen und vereinfacht wiederaufgebaut. Der Portikus der Fassade wurde nur vereinfacht wiederhergestellt, die barocken Elemente fehlen gänzlich. Der Neubau am Landschaftlichen Haus wurde von 1990 bis 1994 nach einem Entwurf und unter der Leitung der Architekten von Gerkan, Marg und Partner errichtet.
Das Landschaftliche Haus mit angrenzendem Neubau ist seit September 1994 Sitz des Amtsgerichts Braunschweig. Zuvor war das Amtsgericht seit September 1902 im Gebäude Am Wendentor 7 ansässig.